# Riorges
Riorges település Franciaországban, Loire megyében. Lakosainak száma 11 034 fő (2022. január 1.). Riorges Villerest, Mably, Ouches, Pouilly-les-Nonains, Roanne, Saint-Léger-sur-Roanne és Saint-Romain-la-Motte községekkel határos.

## Népesség
A település népessége az elmúlt években az alábbi módon változott:
| Lakosok száma | 8544 | 8989 | 9868 | 10 255 | 10 690 | 10 672 | 10 774 | 10 848 | 10 917 | 11 034 |
|               | 1968 | 1982 | 1990 | 2006   | 2013   | 2015   | 2017   | 2019   | 2020   | 2022   |